# Nitrobenzaldehyde
Die Nitrobenzaldehyde bilden in der Chemie eine Stoffgruppe, die sich sowohl vom Benzaldehyd als auch vom Nitrobenzol ableitet. Die Struktur besteht aus einem Benzolring mit angefügter Aldehyd- (–CHO) und Nitrogruppe (–NO2). Durch deren unterschiedliche Anordnung (ortho, meta oder para) ergeben sich drei Konstitutionsisomere mit der Summenformel C7H5NO3.

## Vertreter
| Gefahrensymbol |

| Gefahrensymbol | Gefahrensymbol |

| Gefahrensymbol |

## Darstellung
- 2-Nitrotoluol wird in der Hitze chloriert. Das entstandene 2-Nitrobenzylidendichlorid wird verseift, wobei 2-Nitrobenzaldehyd entsteht.

- 3-Nitrobenzaldehyd erhält man aus Benzaldehyd durch Umsetzung mit rauchender Salpetersäure in Gegenwart von konzentrierter Schwefelsäure.[4][5]

- 4-Nitrobenzaldehyd erhält man aus 4-Nitrotoluol durch Oxidation mit Chrom(VI)-oxid in Acetanhydrid. Das entstehende 4-Nitrobenzaldiacetat wird mit Schwefelsäure in wässrigem Ethanol hydrolysiert.[6]

## Eigenschaften
Die Nitrobenzaldehyde sind leicht gelbe kristalline Feststoffe, die zum Teil bittermandelartig riechen. Der 4-Nitrobenzaldehyd, der die höchste Symmetrie aufweist, besitzt den höchsten Schmelzpunkt.
Im basischen Medium disproportionieren in einer Cannizzaro-Reaktion die Nitrobenzaldehyde zu Nitrobenzoesäuren und Nitrobenzylalkoholen.

## Verwendung
- 2-Nitrobenzaldehyd wird als Reagenz auf Isopropanol und Aceton verwendet.
- Mit Aceton reagiert 2-Nitrobenzaldehyd zu Indigo.[7]